# 丹妮尔·佩奇
丹妮尔·妮科尔·佩奇（英語：Danielle Nicole Page，1986年11月14日—）生于美国科罗拉多州科罗拉多斯普林斯，是一名代表塞尔维亚国家队参赛的女子篮球运动员，场上位置是小前锋。她为了能够代表塞尔维亚国家队参加比赛而于2015年3月获得塞尔维亚公民身份。期间她曾代表塞尔维亚获得2015年欧洲女子锦标赛冠军以及2016年里约奥运季军。2018年5月，她决定结束自己的运动生涯。